# كهف أوبلازوا
كهف أوبلازوا يقع في محمية برزلوم بيالكي (Przełom Białki) الطبيعية في نووا بيالا (Nowa Biała) بالقرب من كرمباخه(Krempachy)، غمينا نوو تارغ (Gmina Nowy Targ )في محافظة بولندا الصغرى، جنوب بولندا. يحتوي الكهف على حجرة طولها 9 أمتار يؤدي إليها ممر قصير. إنه أحد أهم مواقع العصر الحجري القديم في بولندا.